# Bupleurum luxiense
Bupleurum luxiense là một loài thực vật có hoa trong họ Hoa tán. Loài này được Yin Li & S.L.Pan mô tả khoa học đầu tiên năm 1986.